# 海辺の生と死 (映画)
『海辺の生と死』（うみべのせいとし）は、2017年7月29日に公開された日本の映画。太平洋戦争末期の奄美群島・加計呂麻島で出会った島尾ミホ・島尾敏雄夫妻をモデルにしている。作品名は島尾ミホの同名小説から取られており、島尾敏雄の『島の果て』なども原作とされている。監督は越川道夫、満島ひかりは4年ぶりの単独主演となった。キャッチコピーには「ついていけないでしょうか たとえこの身がこわれても 取り乱したりいたしません」の文章が用いられた。

## あらすじ
太平洋戦争末期の奄美群島・カゲロウ島に、海軍中尉の朔が赴任してくる。国民学校の代用教員を務めるトエは、子どもたちに長い登下校を強いる軍隊に反感を抱くが、本を読みたいと父の元に使いを寄越し軍歌よりも島唄が覚えたいのだと言う朔の人柄に惹かれていく。
戦況が悪化していく中、朔とトエは朔の部下である大坪を介して手紙のやりとりを続け、やがて逢瀬を重ねるようになる。朔の部下である隼人はこれを苦々しく思い、朔を詰る。連合国軍の空襲は今まで穏やかだったカゲロウ島でも行われるようになり、島の人々も戦争による死を実感するようになる。そんな中トエの父は、彼女へ「親より先に死んではならん」と教える。
広島・長崎に原爆が投下された後の1945年8月、ついに朔たちの部隊へ特攻命令が下る。自宅へ駆け込んできた大坪からこれを知らされたトエは、空襲警報が鳴り響いて島中の住民が避難する中、身を清めて喪服に着替え、朔との逢い引きに使っていた浜辺へ急ぐ。やって来た朔は特攻の話をはぐらかして帰ってしまい、トエの引き止めにも応じない。彼女は朔の出陣を見届け、短刀で胸を突いて岬から自害するつもりだったが、結局朔の部隊は出陣せずに終わる。
翌朝、出陣しなかった朔は玉音放送を聞き、戦争の終結を知る。一方のトエは、父が島の人々と手榴弾を用いて防空壕で自害する幻覚を見るが、それが幻に過ぎず全員が生きていることを知り、笑顔で走り出すのだった。

## 登場人物

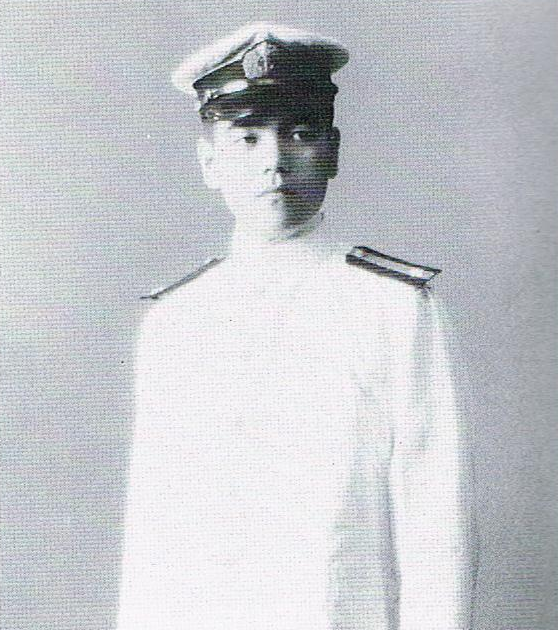
1944年頃の島尾敏雄

大平トエ（おおひら とえ）
演 - 満島ひかり
カゲロウ島で生まれ育ち、現在は国民学校の代用教員を務めている。朔が父の蔵書を借りに来たことがきっかけで出会い、島唄を覚えたがる彼の人柄に惹かれていく。海女だった母は潜水中に心臓発作を起こして亡くなり、父と二人暮らし。
モデルは島尾ミホ（加計呂麻島出身）で、「大平」はミホの旧姓、「トエ」との名前は敏雄の小説『島の果て』に準じたものである。
朔中尉（さく）
演 - 永山絢斗
海軍特攻艇の隊長。九州帝国大学で東洋史を学んだ人物で、戦争より文学や奄美の島唄を好む穏やかな男性。トエら島の人々には「隊長さま」と呼ばれている。終戦直前に出撃命令が下るが、結局出撃しないまま終戦を迎える。
モデルは島尾敏雄で、敏雄自身も実際に九州帝国大学を繰り上げ卒業している。また役名はトエと同じく『島の果て』にならったものである。
隼人少尉（はやと）
演 - 川瀬陽太
朔の部下。酒の席で軍歌（「同期の桜」）を歌い出すなど、豪傑な軍人肌。自分より若い上官の朔が、読書を大切にしトエと逢い引きしている様を苦々しく思っている一面があり、感情を爆発させて詰め寄ったこともある。しかし、根は真面目な人物であり朔を思いやる一面を見せる。
大坪（おおつぼ）
演 - 井之脇海
朔の隊に所属する若い軍人。朔に頼まれ大平家に本を借りに行ったり、トエへ手紙を届けたりしている。朔とトエを深く慕っており、終戦間近の特攻命令時には、この一報をトエの元へ走って伝えに来る。
ケコ
演 - 秦瀬生良
トエが担任する国民学校の女子生徒。震洋隊がやってきたニジヌラ（モデルは加計呂麻島・瀬戸内町呑之浦）に住むが、峠道を使えなくなり通学に遠回りを強いられる。島の歌・踊りを覚えたがる朔にせがまれ、トエの家で彼女と「八月おどりのうた」に合わせた踊りを教えた。
ギンタおじ
演 - 蘇喜世司
トエの父の友人である地元の男性で、島の風習に明るい。戦争末期の島でフクロウが鳴き盛る様子に、墓から成仏し損ねた亡霊たちが甦る雰囲気を感じ、夜ごとこれを追い返す儀式を行っている。
トエの父
演 - 津嘉山正種
トエの父であり、地区では慈父（うんじゅ）として慕われる人物。『古事記』から近代文学まで豊富な蔵書を持っており、朔は度々これを借りに大坪を寄越している。ウジレハマ（モデルは加計呂麻島・瀬戸内町押角）の庭に色とりどりの花を育て、近隣住民に自由に手折らせている。

## 制作

### 制作のはじまり

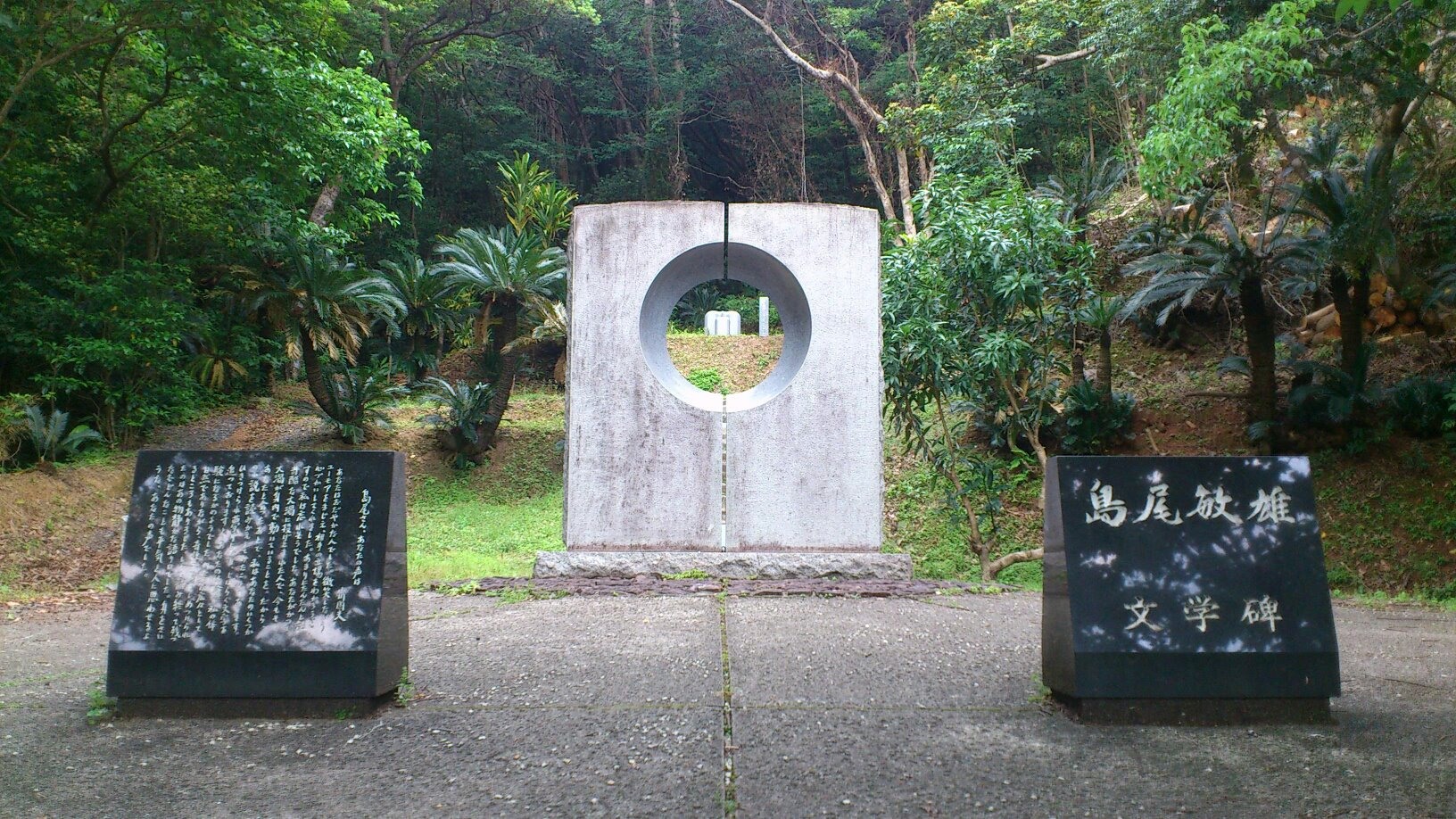
島尾敏雄文学記念碑（瀬戸内町）。碑が設置された島尾敏雄文学碑公園は、敏雄が配属された第18震洋隊の跡地に整備されている

監督の越川道夫は20代の頃から島尾夫妻の作品を愛読しており、また過去の仕事から夫婦の息子である島尾伸三、孫に当たるしまおまほとも親交があった。また映画『夏の終り』（2013年）にプロデューサーとして参加していた越川は、主演を務めていた満島ひかりに本作の構想を話し、ミホの役は彼女のものだと伝えていた。一方、満島の所属事務所ユマニテの代表である畠中鈴子は、彼女の「20代最後の主演作品」として何を撮影するか越川と検討しており、その中で『海辺の生と死』の映像化を提案した。満島の側も、越川から原案を聞かされた際に、「奄美大島で島尾ミホさん…私しかいないかな、と(笑)」と考えていたという。この作品は満島にとって『夏の終り』以来4年ぶりの単独主演作品となった。
映画の題名にも用いられた『海辺の生と死』は島尾ミホの短編集であり、越川は「その夜」のエピソードのみを映画に使用したほか、島尾敏雄の『島の果て』、『はまべのうた』、『ロング・ロング・アゴウ』を原作に用い、夫婦の書簡が収められている『幼年期』も参考にしたと回想している。満島と永山の役名である「トエ」「朔中尉」は、敏雄の小説『島の果て』から取られたものである。また越川は、撮影の頃連載されていた梯久美子のミホ伝を、俳優を含め本作のスタッフ全員に読ませて人物造型の助けとした。梯の連載は後に『狂うひと—「死の棘」の妻・島尾ミホ—』として新潮社から出版されたが、この本は本作の参考文献となっているほか、梯は脚本監修も務めた。
撮影にあたり島尾夫妻の作品を読んだ満島は、ふたりの作品から芝居に通じるものを感じ取ったという。また原作となった『海辺の生と死』に対し、満島は次のような感想を持ったと語っている。

### 撮影開始

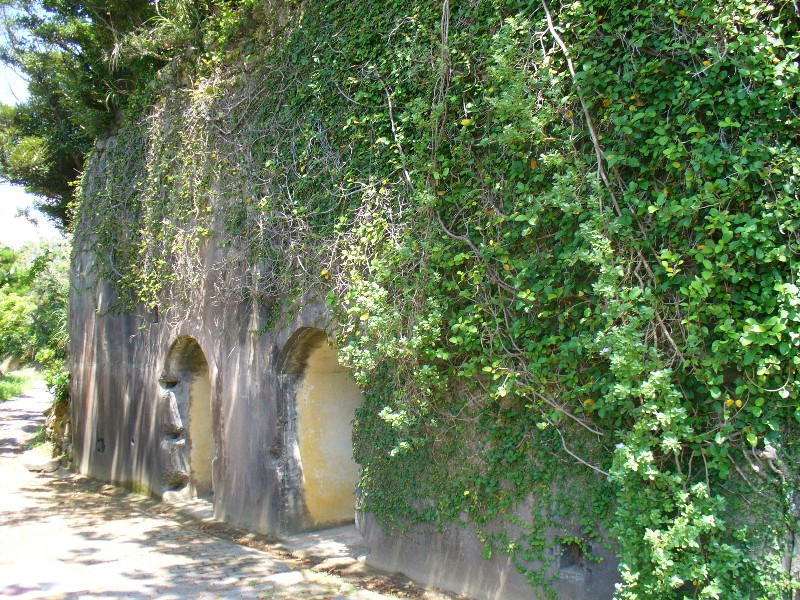
安脚場戦跡公園に残る弾薬庫跡

脚本は奄美にルーツを持つ満島監修のもと2015年5月に完成し、7月にはロケハンも行われた。舞台はミホの故郷である加計呂麻島の押角（おしかく）地区に設定されたが、地区は過疎で荒廃が進んでいたため、奄美大島を中心に撮影が行われた。撮影は2015年9月29日から10月17日にかけて行われ、この際『死の棘』映画化（1990年）で使われた震洋の模型が使われている。また押角地区の言葉を再現するため、夫婦の息子である島尾伸三が台本を読み上げる作業に協力した。
作中で使われた奄美島唄は、加計呂麻島出身の朝崎郁恵が歌唱指導に当たった。朝崎はミホの過ごした押角地区に隣接する花富（けどぅみ）地区の出身であり、作中トエが歌う「朝花節」も朝崎の母親が同地区で採取したものである。本来は押角地区の歌ではないが、島の外の人と契りを結んではならないとする歌詞に惚れ込んだ越川は、満島と相談して採用を決めたという。他にも、ミホが敏雄に捧げた奄美方言の歌「千鳥浜（チジュラハマ）」が作中に盛り込まれている。

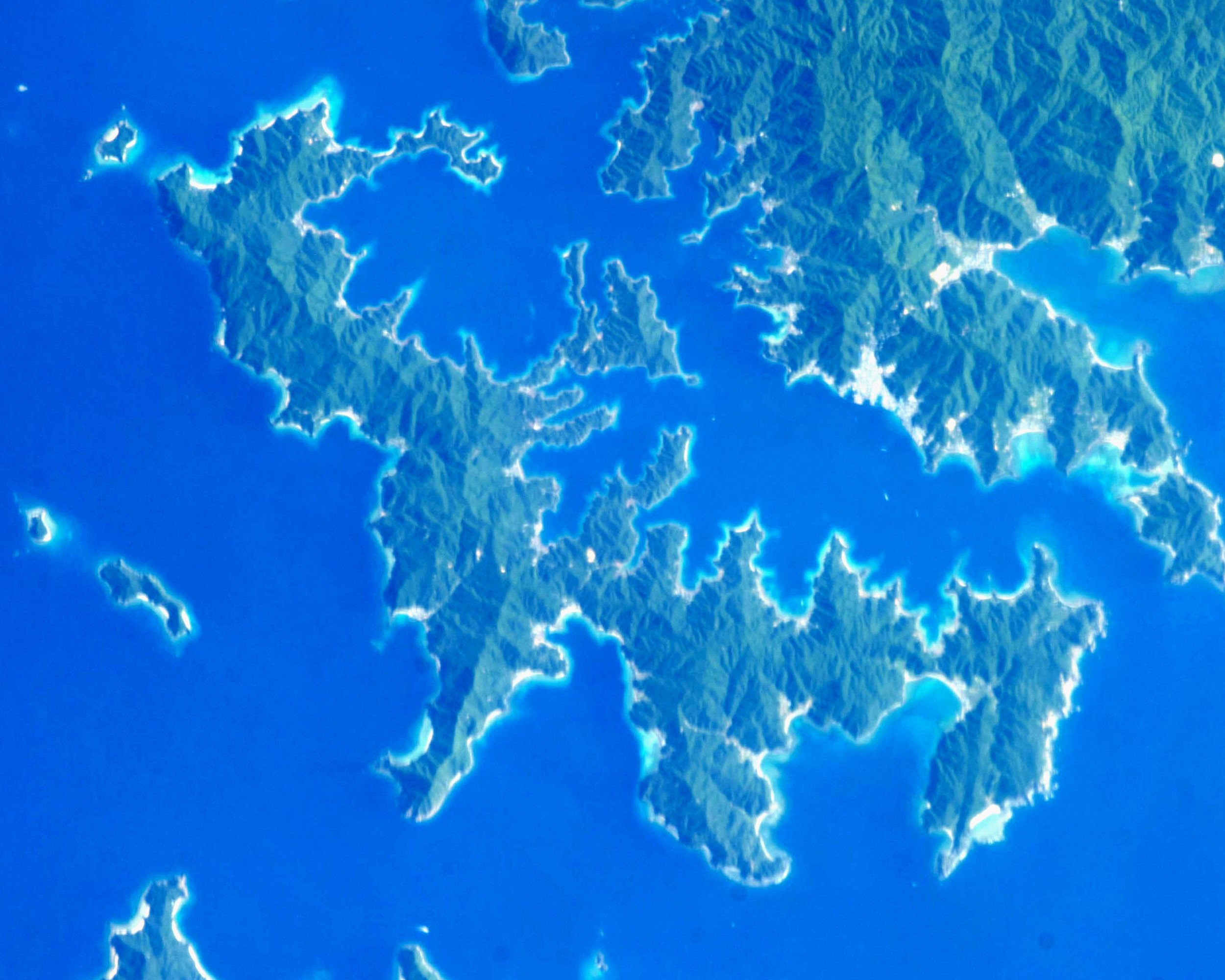
カゲロウ島のモデルとなった加計呂麻島を空撮した写真

また満島は、朝崎の元で歌唱指導を受ける傍ら、実際に奄美に向かって現地の住民と交流を重ねた。『文學界』2017年6月号のインタビューで満島は「この映画は、島で撮るとはいえ、都会の人間が作る作品です。そこにルーツがあるのは私しかいなかったから、責任を持って島を守らなきゃ、と必死でした」と語っている。満島は実物を体感する自らの役作りについて、「俳優の仕事はペテン師だとは思っているけど、うそだけはつきたくない」とし、リアリズムを追求する上で必要なものだと述べた。リアリズムを追求する方針は永山も同じであり、満島は永山とふたり演技が続けられずに止まってしまったこともあると述懐している。また満島は、加計呂麻島で過ごした間狗神の夢をよく見たとし、これがミホのイメージに繋がったと述べた。島での撮影について彼女は、「映画の中でなくとも、島に帰ったら島の子の顔になっちゃいます。はじめはみんなから『都会の顔して戻ってきたね』とか言われたけど」と回想しているほか、完成披露舞台挨拶では「映画の撮影をしながらも故郷に戻って、上京した13歳からの生活をやり直してるような不思議な感覚でした」と述べた。毎日新聞のインタビューでは、自分の原風景を再確認できたと明かした。
越川は、「奄美の人たちの空気感は、東京から連れて行った人たちでは出せないから」とし、主要キャスト以外は奄美の住民を使うことにした。慈父（うんじゅ）として慕われるトエの父には、「沖縄出身で島を知っている人」であることから津嘉山正種が選ばれた。また大坪役の井之脇海、隼人少尉役の川瀬陽太は、越川の信用も厚いキャスティングであった。越川は島尾敏雄に相当する朔中尉について、「強いマレビトにしたくはなかった」としており、どこか弱々しさ・初々しさを匂わせる永山絢斗は適役だったと回想している。また永山にとっては実在の人物をモデルにした初めての役であり、撮影前から頭を丸刈りにする入れ込みようであった。永山はこのことについて、「台本には、歌や、細かい自然への描写なんかも書いてありましたけど、そこは想像しかできないので、奄美という島に行ってしまうのが早いのではないかと思って、予定よりも早く坊主にして奄美に入りました」と回想している。満島を加えた5人以外の出演者は、全て俳優ではなく地元住民である。
越川は島尾夫妻の作品を愛読した経験から奄美に深い思い入れを持っており、撮影の上でも「島の時間」を大切にすることを重要視した。作中隼人をはじめとした軍人たちが、トエの家で「同期の桜」を歌うシーンは、越川が「奄美に乗り込んでいって映画を撮影している僕たちの姿を、自戒を込めて描いたつもり」として撮影したものである。出演した永山は、「2人だけでなく、島が主役になった作品だと思います。島の子供たちを始め、地元の方々にも出ていただいて、島がちゃんと映っている作品になっていると思います」と回想している。また作品では『死の棘』のような狂気ではなく夫婦の出会いが重要視されたが、朔が煙草を吸うところにトエが迫るシーンだけは、『死の棘』での狂気に至るきっかけとして撮影された。さらに越川は、『死の棘』のような敏雄視点ではなく、トエ、つまりミホの側から描くことを意識した。
撮影は槇憲治、照明は鳥羽宏文、美術は沖原正純、装飾は藤田徹、音響は菊池信之が担当した。衣装デザインは伊藤佐智子が担当したが、東京暮らしをしていたミホに合わせ、当時の資料を探し設計されたことが越川によって明かされている。また制作の上では伊藤と満島が話し合いを重ね、「彼女が新しい世界に憧れていて、おしゃれが好きだということを表すため」（満島談）の衣装がデザインされた。撮影では、長回しが多用された。また越川は前々から宇波拓に音楽を任せたいと考えており、宇波は奄美の楽器を使わずに島の音楽を再現することに挑戦した。

### ポストプロダクション
2015年10月に撮影が完了した後、同月下旬から11月にかけて編集が行われた。編集技師は菊井貴繁が担当した。10月下旬には3時間半のバージョンが完成したが、満島はこのバージョンが最も好きだという。テープ出しは2016年2月に完了し、そこから約1年をかけてポストプロダクション作業が進められた。越川は、このテープ出し初号試写の際に、両親に関するものは全く見ないと公言している島尾伸三が訪れて好意的な感想を残したことが心に残っているとしている。作品は2017年1月27日に完成試写を迎えた。
最終的に作品は2時間35分の大作となったが、越川は全ての歌詞が「1番」である奄美の島唄に倣い、「全部をシーン1として撮るという試みであり、それが1本のまとまりとして散逸していかないギリギリのところで成立する」のがこの長さだと振り返っている。

## 封切りと評価
作品の公開は2017年7月であると同年2月に発表された。これに際して満島はコメントを出し、「なんにせよ、一生抱えていかなきゃいけない作品になったと思います」と述べた。正式な封切り日は翌3月に2017年7月29日と発表され、合わせて満島以外の4俳優の出演が発表された。映倫での指定はG指定となり、同年4月には劇中写真、5月には予告編が公開された。また公開直前の7月には、本編冒頭映像、メイキング映像が続けて公開された。公開日の初日舞台挨拶、先立つ6月27日に行われた完成披露舞台挨拶は、どちらもテアトル新宿で行われた。なお6月の完成披露舞台挨拶は、交際が報じられていた満島と永山が公の場に揃って登場する初の機会となった。
初日舞台挨拶の席で、トエの父役を演じた津嘉山正種は、満島について「演じるために生まれてきたような人」だと述べた。歌唱指導を行った朝崎郁恵は、満島の演技について「奄美ならではの感覚を、満島さんは本当によく体現してくれていましたね」と述べた。また越川の姿勢について、彼女は次のように述べている。
公開に当たり、満島は『文學界』2017年6月号の島尾夫妻特集でインタビューに応じたほか、自作の詩を寄せた。『GINZA』9月号では夫妻の孫に当たるしまおまほと満島の対談が掲載された。また満島は、本作に触発されてEGO-WRAPPIN'プロデュースの曲「群青」をリリースしている。
宇田川幸洋は『日本経済新聞』の批評で作品に4つ星を付け、「トエと朔は、島にながれる時間のようにゆっくりと感情を醸成させる」とした上で、越川について「静かな熱をたたえた堂々たる演出ぶりだ」と述べた。また満島の演技について、「これは、トエという女性のがわから見た愛情のものがたりであり、満島ひかりがそのすべてを演じきるすがたは、みごとである」とした。秋本鉄次は、「[満島]の女優としての覚悟が伝わるのがこの新作だ」と評した。2017年公開の映画を振り返るNIKKEI STYLEの記事では、奄美という「土地から匂い立つような生々しさがあった」と評され、また「女優では『海辺の生と死』の満島ひかりの存在感に圧倒された」とも書かれた。
2017年10月に発表された第9回TAMA映画賞では、本作と『愚行録』での満島の演技に対し、最優秀女優賞が贈られている。
ディスクはDVDとBlu-ray Discの2形態で、2018年2月7日にバップから発売された。